# Opharus
Opharus är ett släkte av fjärilar. Opharus ingår i familjen björnspinnare.

## Dottertaxa tillOpharus, i alfabetisk ordning[1]
- Opharus aeschista
- Opharus agramma
- Opharus albiceps
- Opharus albijuncta
- Opharus albipunctatus
- Opharus almopia
- Opharus aurigutta
- Opharus basalis
- Opharus belus
- Opharus bimaculata
- Opharus calosoma
- Opharus consimilis
- Opharus conspicuus
- Opharus corticea
- Opharus euchaetiformis
- Opharus euripides
- Opharus farinosa
- Opharus flavicostata
- Opharus flavimaculata
- Opharus franclemonti
- Opharus gemma
- Opharus imitata
- Opharus immanis
- Opharus insulsa
- Opharus intermedia
- Opharus laudia
- Opharus lehmanni
- Opharus linus
- Opharus lugubris
- Opharus major
- Opharus momis
- Opharus morosa
- Opharus muricolor
- Opharus nigrocinctus
- Opharus notata
- Opharus ochraceovirida
- Opharus omissoides
- Opharus palmeri
- Opharus polystrigata
- Opharus procroides
- Opharus quadripunctata
- Opharus rema
- Opharus rhodosoma
- Opharus roseistrigata
- Opharus rudis
- Opharus subflavus
- Opharus trama
- Opharus tricyphoides